# متولدنشده (فیلم)
متولدنشده یا نازاد (به انگلیسی: The Unborn) عنوان فیلمی ترسناک-مهیج و ماوراءالطبیعی محصول ۲۰۰۹ آمریکا به نویسندگی و کارگردانی دیوید اس. گویر است.بازیگرانی همچون اودت انابل، گری الدمن، کم جیجاندت، مگان گود، جین الکساندر، جیمز رمار، ادریس البا، ریس کویرو، کارلا گوجینو در این فیلم ایفای نقش کردند

## داستان
دختری به نام کیسی بلدن (اودت یوستمن) که خواب‌های پریشانی می‌بیند، نزد مشاوری (گری الدمن) می‌رود تا بتواند بیماری‌های روحی او را برطرف کند. آنها متوجه می‌شوند که کیسی برادر دوقلویی داشته که هیچ وقت به دنیا نیامده و اسیر طلسمی شده که تنها با مرگ کیسی، آن طلسم باطل می‌شود.